# Sabden
Sabden est un village et une paroisse civile du Lancashire, en Angleterre.